# 亚健康
亚健康是指人处于健康和疾病之间的一种临界状态，人的心理或身体处于混乱，但并没有明显的病理特征。

## 流行说法
經據香港心理學專業機構全人發展中心的一項問卷調查報告指出，香港有高達30%的白領人士正處於「亞健康狀態」。从亚健康状态既可以向好的方向转化恢复到健康状态，也可以向坏的方向转化而进一步发展为各种疾病。

## 争议
亞健康的概念主要在中國大陸媒体上出现，尤其是保健品的市场宣传之中。英文  一词也绝大多数出现在源自中国的媒体报道中。有学者认为“‘亚健康’的说法仅存在于中国人的社会环境里，又是一个所谓的‘中国特色’。”
根据司马南的观点，这个概念是“1980年代由一个大学毕业生自己造出来的，现在他都不知道亚健康居然成了我们今天众多保健品厂家的理论依据。”有人认为“判断是否保健品广告的一个简单准确的办法就是看是否用‘亚健康’一词”。
2012年1月，中国网络媒体腾讯新闻以《亚健康：忽悠国人十六年》为话题，在调查“亚健康”的词源及其应用情况后对这个概念明确表达出否定态度，认为中国人“已被这个概念忽悠了十六年”。
中国大陆医学生本科教材有关于“亚健康”的章节，并有一句“世界卫生组织的一项调查表明，人群中真正健康的人约占5%，患疾病者约占20%，而处于亚健康状态者约占75%”。